# Georges-Simon Ulrich
Georges-Simon Ulrich (* 17. August 1968 in Freiburg im Üechtland) ist seit 2013 Direktor des Bundesamts für Statistik (BFS) in der Schweiz und seit Februar 2024 Vorsitzender der UN-Statistikkommission.

## Leben und Wirken
Georges-Simon Ulrich war ab 1992 in der Markt-, Sozial- und Meinungsforschung tätig, wo er auch leitende Positionen innehatte. Ab 2011 amtierte Ulrich als Direktor von LUSTAT Statistik Luzern, dem Statistikamt des Kantons Luzern.
Im Juni 2013 wurde er vom Bundesrat zum Direktor des Bundesamts für Statistik gewählt und trat dieses Amt im Oktober 2013 an.
Als Vertreter der Schweiz war Ulrich von 2017 bis 2018 erstmals Mitglied des Bureaus der UN-Statistikkommission. Seit 2022 ist er wiederum Teil deren Präsidiums. Von 2022 bis 2023 amtete er als Vize-Vorsitzender und wurde im Februar 2024 zum Vorsitzenden der Kommission gewählt.
Nach einem Studium der Betriebswissenschaft an der Hochschule für Wirtschaft Zürich absolvierte Ulrich einen Master of Business Administration an der University of Southern Queensland. An derselben Institution erwarb er anschliessend einen Doctor of Business Administration mit einer Dissertation im Bereich Stakeholdermanagement und Kommunikation. Aktuell ist Ulrich an der Hochschule für Wirtschaft Zürich als Professor für strategisches Management und Forschungsmethoden tätig.

## Publikationen
- Georges Ulrich: Repositioning of a Stakeholder Issue applied at Pfizer Switzerland. Haupt Verlag, Bern 2009, ISBN 978-3-258-07514-3.
- Georges Ulrich: Repräsentative Umfragen: Auswahlverfahren und Ausschöpfung. In: Jahrbuch Verband Schweizer Markt- und Sozialforschung, 2009, S. 26–29.
- Georges Ulrich, Rödiger Voss: Hochschul Relationship Marketing. Josef Eul Verlag, Lohmar 2010, ISBN 978-3-89936-923-6.
- Georges-Simon Ulrich, Jürg Furrer: Wie Statistiker die Wohlfahrt messen. In: Die Volkswirtschaft, Band 88, Nr. 1–2, 2015, S. 16–20.
- Georges-Simon Ulrich: Wissenschaftliches Arbeiten: Die etwas andere Anleitung. Versus Verlag, Zürich 2017, ISBN 978-3-039-09172-0.
- Claude Meier, Laurence Polfer, Georges-Simon Ulrich: Wissenschaftsmethodik: Das 1 x 1 für Business-Studierende. Verlag SKV, Zürich 2020, ISBN 978-3-286-51481-2
- Georges-Simon Ulrich: Daten gemeinsam mit der Verwaltung nutzbar machen: Daten als Rohstoff für die Zukunft. In: Marc K. Peter (Hrsg.): Strategieentwicklung im digitalen Zeitalter: Planung & Umsetzung der Digitalen Transformation. FHNW Hochschule für Wirtschaft, Olten 2021/2022, ISBN 978-3-03724-191-2, S. 281–288.
- Peter Atteslander, Georges-Simon Ulrich, Andreas Hadjar: Methoden der empirischen Sozialforschung. Erich Schmid Verlag, Berlin 2023, ISBN 978-3-503-21276-7.
- Manuela Lenk, Georges-Simon Ulrich: National Data Management: A Modern Data Stewardship Approach for the Swiss Administration Enabled by the New Platform “I14Y Interoperability”. In: Austrian Journal of Statistics. Band 53, Nr. 1, 2024, S. 95–103, doi:10.17713/ajs.v53i1.1649.